# L'Âge d'airain

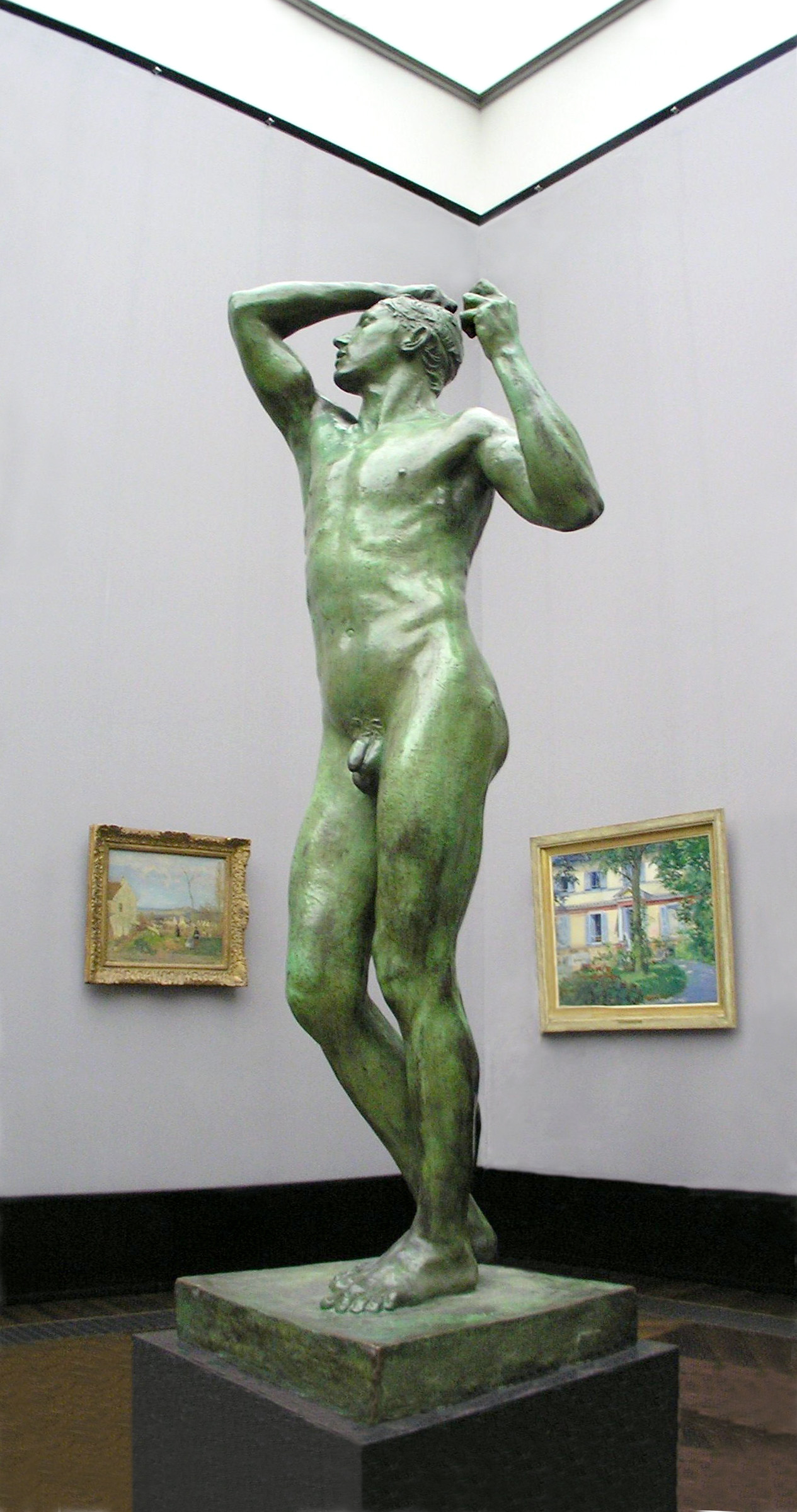
L'Âge d'arain

L'Âge d'airain (nghĩa là "Thời đại đồng đen") là bức tượng bằng đồng đen đầu tiên của Auguste Rodin thực hiện năm 1877. Ông hoàn tất tuyệt tác này khi 37 tuổi.
L'Âge d'airain hiện trưng bày ở viện Bảo tàng Orsay.
Tác phẩm này còn có những tên khác như L'Âge de Bronze, L'Âge de fer ("Thời đại sắt"), L'homme qui s'éveillle ("Con người thức tỉnh"), Le Vaincu ("Kẻ bại trận"), L'Homme des premiers âges ("Con người thuở sơ khai"), Le Soldat blessé ("Người thương binh"), L'Éveil de l'Humanité ("Nhân loại thức tỉnh").

## Lịch sử
Năm 1875 khi đang làm việc tại Brussel, Rodin thực hiện giấc mộng lớn của ông qua chuyến đi Ý và ghé các tỉnh thành Torino, Genoa, Venezia, Roma, Firenze, Pisa và Napoli. Ông cũng có dịp xem tận mắt những tác phẩm nổi tiếng của Donatello và Michelangelo. Khi về Pháp thì ông đi thăm nhiều ngôi giáo đường và thâu nhận ý niệm đa dạng về điêu khắc.
Tác phẩm L'Âge d'airain được Rodin thực hiện trong thời gian 18 tháng. Người mẫu là một người lính trẻ, 22 tuổi, tên Auguste Neyt.
Bức tượng được công bố lần đầu ở Cercle artistique et littéraire de Bruxelles (Câu lạc bộ văn nghệ thuật Brussel) dưới tên Le Vaincu, rồi sau đó ra mắt Salon des Artistes français de Paris (Phòng nghệ sĩ Paris) dưới tên L'Âge d'airain. Khi triển lãm ở Hội chợ thế giới 1900 thì bức tượng có tên thứ ba, L'homme qui s'éveille. Pho tượng này đã gây nhiều chú ý vì có người cho là Rodin đã dùng vữa đắp lên người mẫu rồi đem đúc chứ không phải là điêu khắc chính đáng. Sau này biệt tài điêu khắc của ông mới được công nhận vì kích thước của tượng lớn hơn người thật.

## Hiện trạng
Ngoài pho tượng trưng bày ở Orsay còn có một số phiên bản khác lưu trữ ở Alte Nationalgalerie, Berlin; Bảo tàng Rodin ở Philadelphia; Bảo tàng mỹ thuật Hungary, Budapest; Bảo tàng mỹ thuật Columbus, Columbus, Ohio; và Viện Bảo tàng Victoria và Albert, London.